# Russell Lea
 (mars 2023).
Si vous disposez d'ouvrages ou d'articles de référence ou si vous connaissez des sites web de qualité traitant du thème abordé ici, merci de compléter l'article en donnant les références utiles à sa vérifiabilité et en les liant à la section « Notes et références ».
Russell Lea est une zone urbaine d'Australie située à l'ouest de Sydney, dans l'État de Nouvelle-Galles du Sud. Elle fait partie de la zone d'administration locale de Ville de Canada Bay.
Russel Lea se situe sur la côte ouest de la baie d'Iron Cove (en), à 8 kilomètres du centre d'affaires de Sydney, à hauteur du Parramatta.
Selon le Bureau australien des statistiques, sa population était de 5 068 habitants en 2006.